# 理光THETA S
理光THETA S是于2015年9月，由理光公司推出的全景相机产品，可以拍摄360°{\displaystyle \times }180°的全景照片。
相比初代的理光THETA和前代的理光THETA m15，THETA S外观维持基本不变，配置却有较大更新，如感光元件采用1/2.3英寸规格，静止图像分辨率提升，视频拍摄时间延长；此外，底部提供了HDMI输出，配套软件上提供了UVC支持（即时串流应用）。外观方面，仅提供黑色款。
THETA S在中国大陆名称为“理光景达S”，在台湾与香港则没有专属的中文译名。
其后续产品为理光THETA SC，于2016年10月发布。THETA SC保持了S的基本配置，取消了底部的HDMI输出串流，售价相对较低，属于新增加的经济型机型。

## 概述
理光THETA系列自发布以来，保持了一年一更新的节奏。2014年款的THETA m15相比初代更新幅度较小，尝试性加入了视频功能。而THETA S在前代基础上，升级幅度较大，几乎可说是重新进行配置规划而进行再开发。如感光元件采用1/2.3英寸规格，配套的双镜头为新设计的6群7枚，开放光圈F2。静止图像支持最高5376×2688规格，视频拍摄时间延长到15分；此外，底部提供了type D型的HDMI输出接口。仅提供黑色款。
输出的仍然是以2:1规格保存的jpg文件，其使用等距长方投影以在二维平面上保存全天球信息。

### 视频与串流

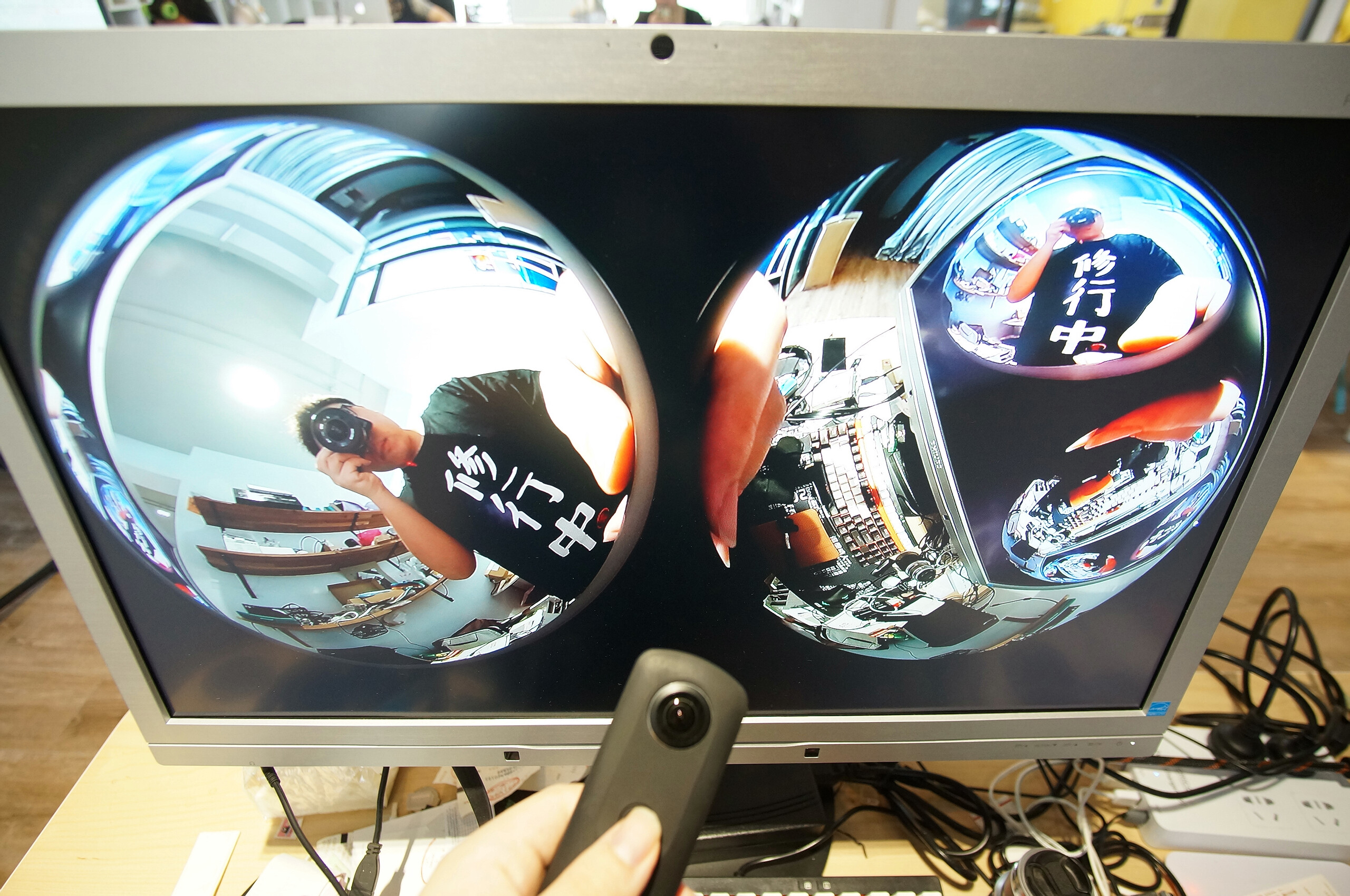
理光THETA S在Live模式下，以底部Micro HDMI接口直接输出的情况。可以看到并没有拼合，而是独立的两个鱼眼镜头成像。

虽然m15开始可以拍摄视频，但是性能孱弱。针对需求，THETA S提升了视频拍摄标准，帧率提升至30fps，单段时长可达25分钟。
THETA S的视频规格相对而言落后于同期的竞争者，例如Insta360 4K（2015年10月于京东众筹发布，但量产交付较晚）、Samsung Gear 360以及LG 360 Cam；但其紧凑设计和拼接质量对轻度使用者十分友好。THETA S机能也不足以支持视频的机内拼合处理，需要在智能手机、平台或者电脑加以处理才可生成2:1比例的等距矩形投影规格的交换格式。
同时按下Mode与电源键，可以让THETA S以Live模式启动，实时画面会通过底部的Micro HDMI接口，或者通过USB接口（需要电脑有UVC程序支持）。THETA S机能与功耗控制不足以机内实时拼合画面，需要以电脑运算加以处理。

### 应用程序支持
与智能手机/平板的连接，使用了新的程序『THETA S』（中国大陆特别版本叫做『理光景达S』，去除了分享Facebook等功能）。针对图片与全景视频的编辑，官方提供有『THETA+』与『THETA+ Video』，可以提供以球面全景、小行星、平面图以及网格线共四种投影方式呈现素材，并进行处理。
在安卓系统上，会出现传输的全景照片，因为头部的XMP信息不能被正确识别，导致全景的天顶出现偏差（特别是THETA S非直立状态拍摄的图片，机内会通过重力传感器加入天顶矢量信息校正）。有爱好者提供了程序『THETA Converter』以校正。

## 固件更新
THETA S的硬件推出后，很多功能随固件更新而追加，此处列出THETA S的固件更新与功能对照。
| 固件版本号 | 发布时间   | 更新说明                                                       | 对应APP版本        |
| ---------- | ---------- | -------------------------------------------------------------- | ------------------ |
| 01.21      | 2015-12-17 | HDR成像                                                        | iOS/Android 1.3.0  |
| 01.30      | 2016-01-28 | 无法实时取景的问题修正                                         | -                  |
| 01.42      | 2016-03-24 | 倒计时自拍功能追加 USB连接可拍照                               | iOS/Android 1.6.0  |
| 01.50      | 2016-04-27 | 错误修正                                                       | -                  |
| ???        | 2016-06-09 | 即时串流错误修正                                               | -                  |
| 01.62      | 2016-07-14 | CA-3有线遥控装置支持                                           | -                  |
| 01.72      | 2016-09-29 | 错误修正                                                       | -                  |
| 01.82      | 2016-11-24 | 追加功能： - 间隔合成拍摄 - 我的设定 - 色温指定拍摄 支持UVC1.5 | iOS/Android 1.11.0 |
| 01.90      | 2017-09-15 | 错误修正                                                       | -                  |

## 附件
防护壳

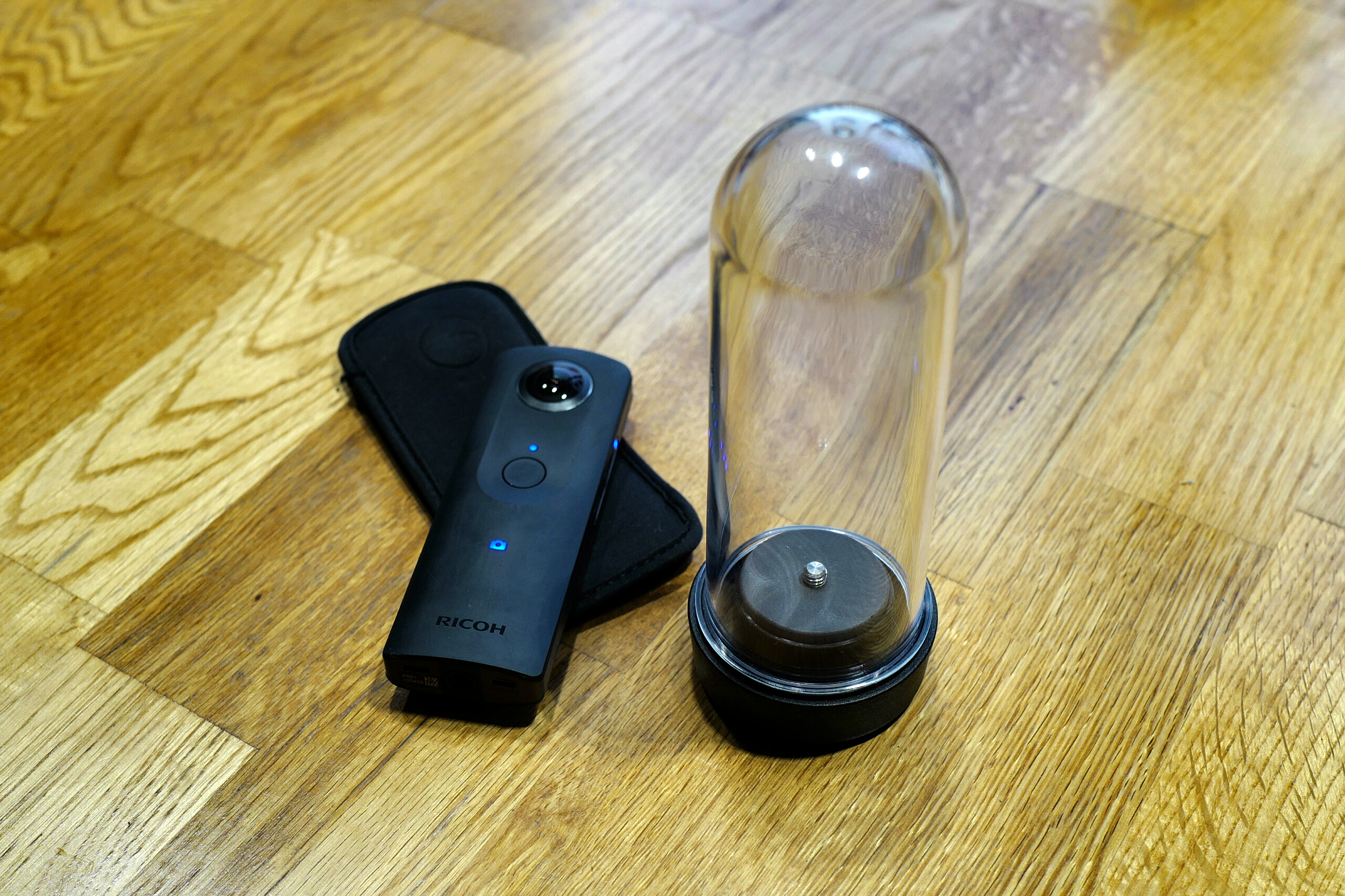
THETA S与防护壳

理光官方之前推出的防滴溅保护壳『TH-1』可继续使用，而后在THETA SC世代推出的『TH-2』同样可以用于THETA S。官方宣称这两款产品都只能提供基本的防泼功能，不能在需要浸泡，如潜水使用。
在THETA V世代（2017年）专门推出的潜水用保护壳『TW-1』也支持THETA S。
遥控器
有线遥控器『CA-3』本来是用于理光数码相机产品应用，在THETA S的固件升级后，也可以应用。

## 评价
THETA S保持易用性的同时，提升了性能表现，也获得了用户的肯定。相比同级别的消费全景相机产品，THETA S可以提供最长60秒的手动曝光控制，配合F2的镜头设计，使得其几乎是市面上唯一可以用于夜间拍摄星空的机器。
Watch Impress在2015年10月的报道里，认为其相比上代的m15有巨大进步。Engadget上的@wirecutter认为在市售的消费级全景机里，THETA S有最好的平衡，以及逐步发展起来的支持，虽然视频表现有所欠缺。
在用户层面，均对THETA S所代表的消费级全景相机的易用性表达支持，但同时也认为存在一些需要解决的问题。在DPReview的冰岛评测中，THETA S在强光下的测试图就出现了“小红点”，猜测是强烈光线在传感器上反射而引起的画面瑕疵。
在性能之外，THETA S表面使用的材质受到了用户诟病，很容易受油脂或剐蹭影响而发生起皮与脱落；而快门键位置的安排，也使得手指容易占据全景图的较大面积。

### 影响
THETA S增强了可用性，也使得全景相机的概念深入消费市场。
原本以全景展现城市风貌为主打的Google街景，也开始鼓励用户以全景相机拍摄的图片，上传以丰富其图库；THETA S即为推荐的工具机型。同时，还尝试性地推出了针对经营性场所的全景拍摄聘请计划，商户和可信的全景摄影师通过Google街景服务作为中间介绍人，由摄影师为商户拍摄店内全景图以上传街景服务；其演示视频即出现了THETA S。
2016年，随着PS VR的推出，理光公司也针对THETA S与SC进行了联动。使得配合PlayStation 4在PS VR中可以直接观看连线的THETA S、SC内的全景图片与视频。
理光公司在2017年初，在CES2017披露了THETA系列之外的一款试验机型RICOH R。该机主打视频直播的研究应用，根据Watch Impress的报道，该机在开发过程中参考了THETA S的既有设计并且进行了改进。
2017年5月，理光员工Olivier Vriesendorp登顶珠穆朗玛峰，使用THETA S进行了拍摄。

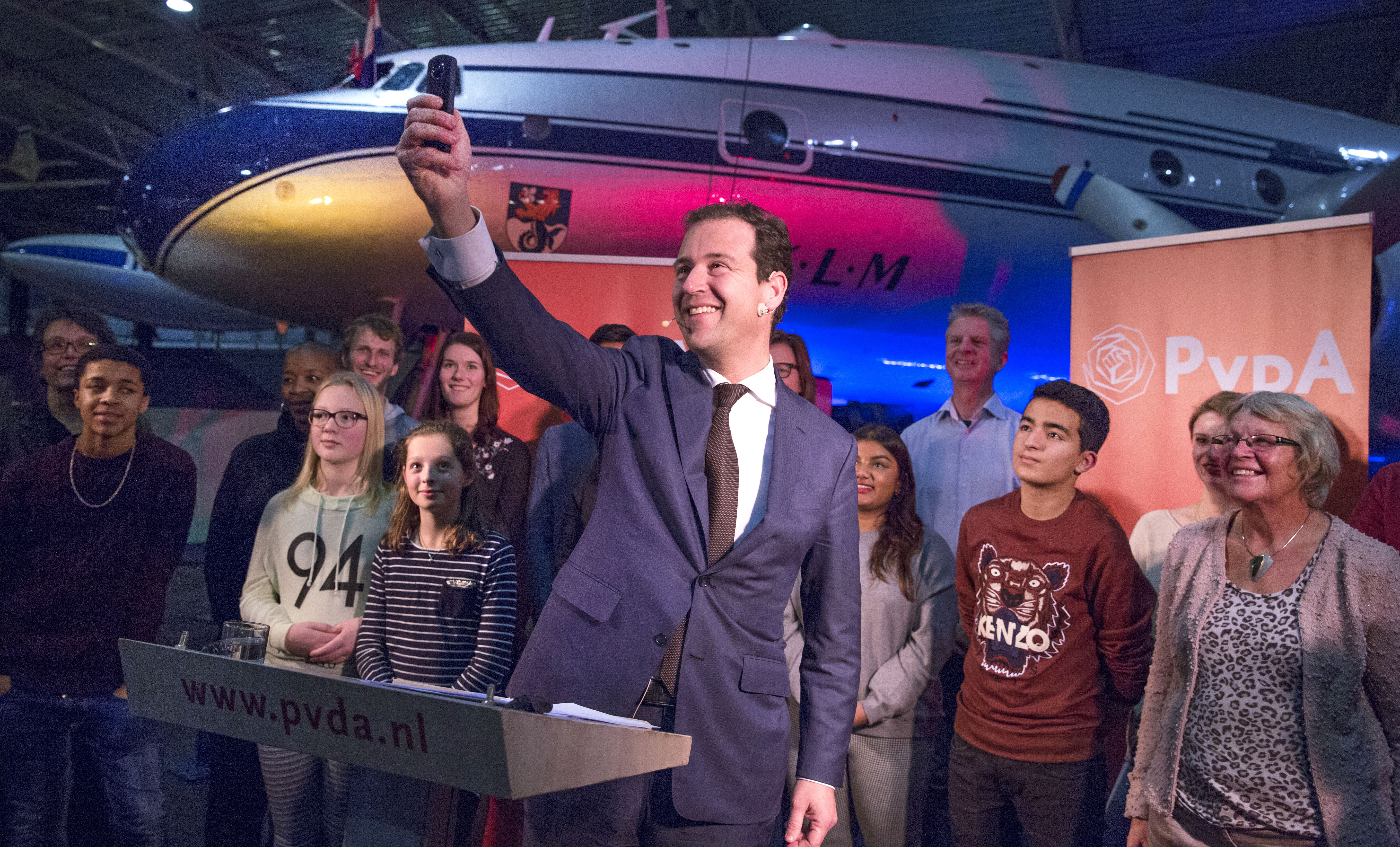
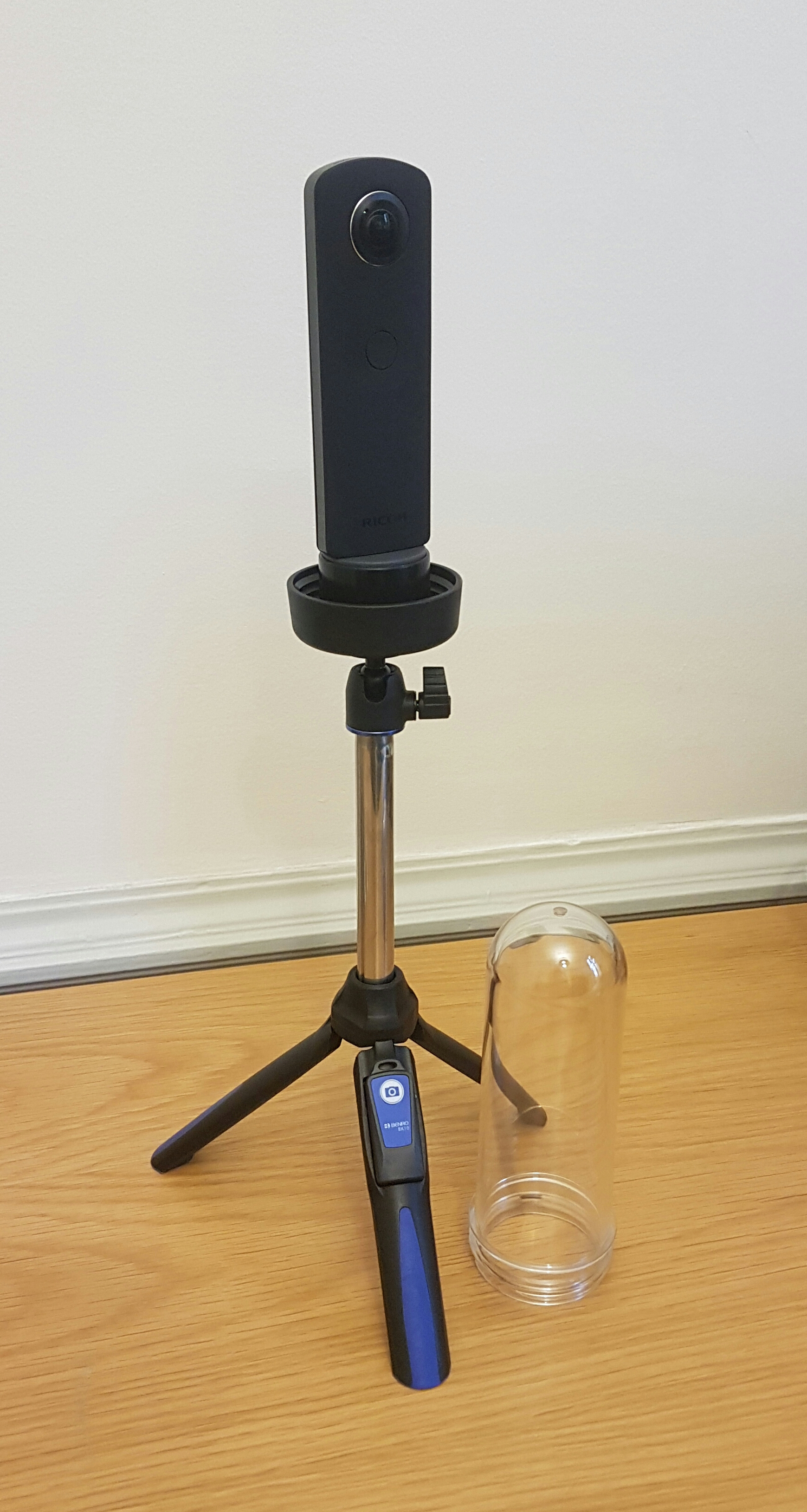
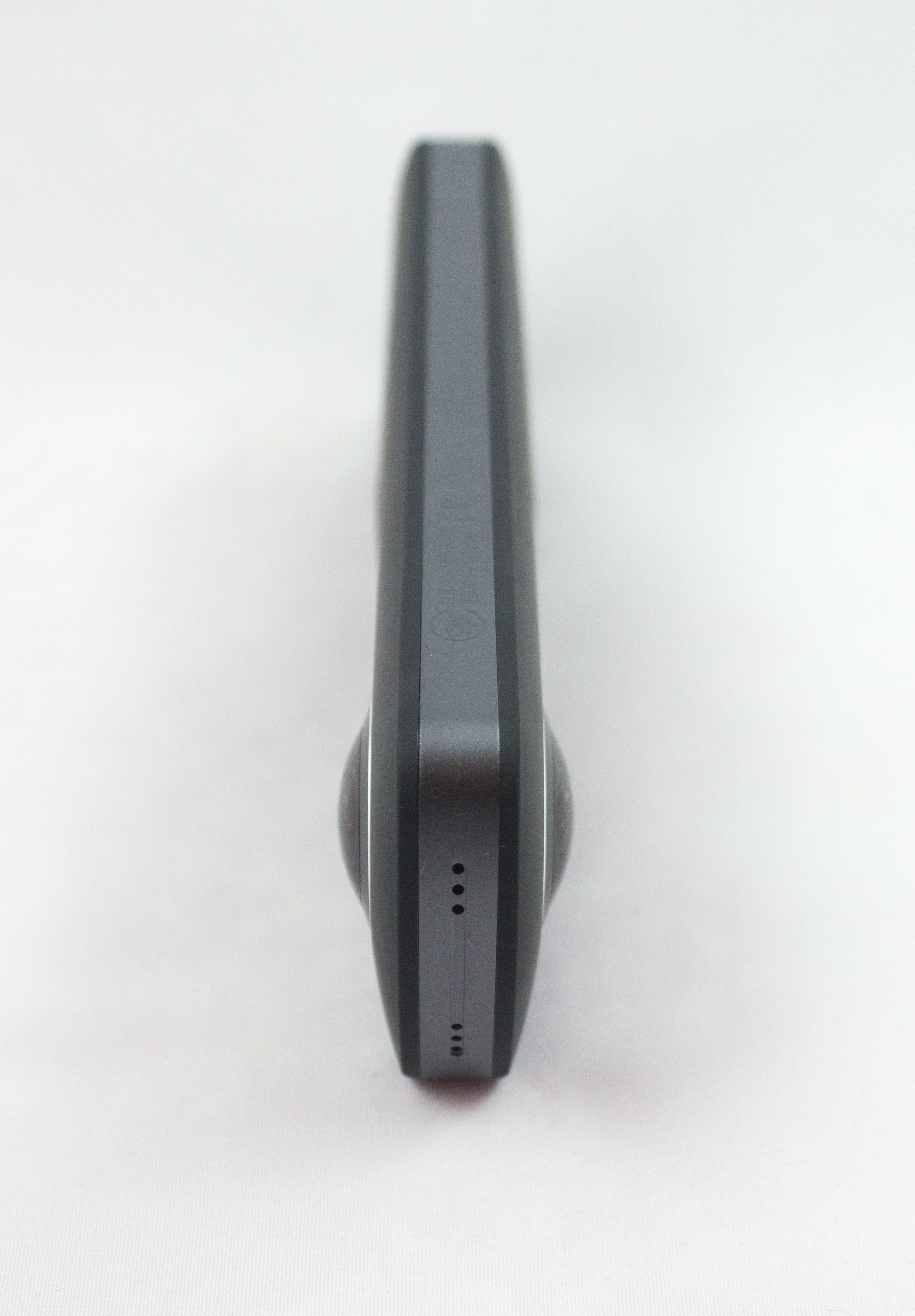
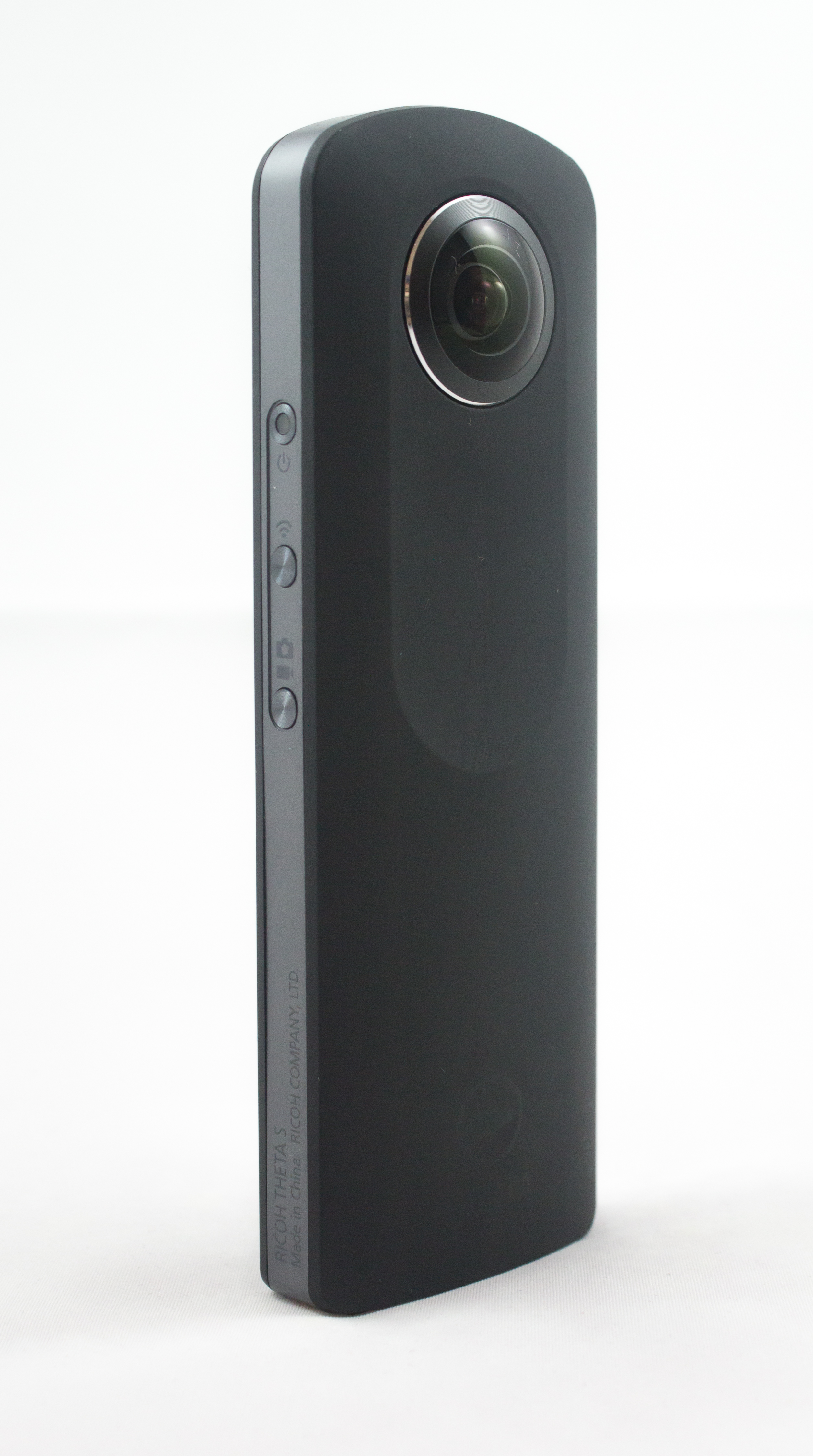
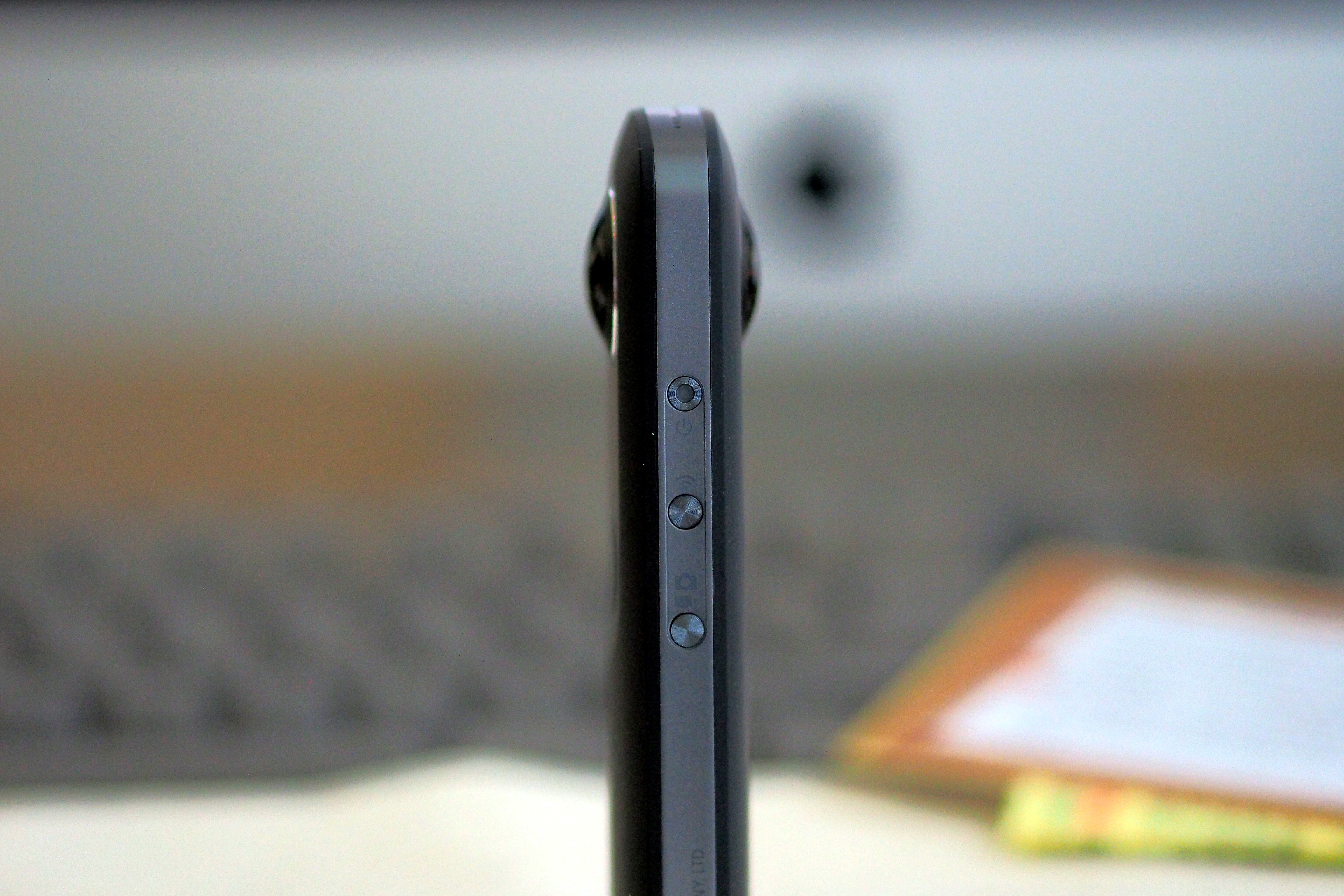
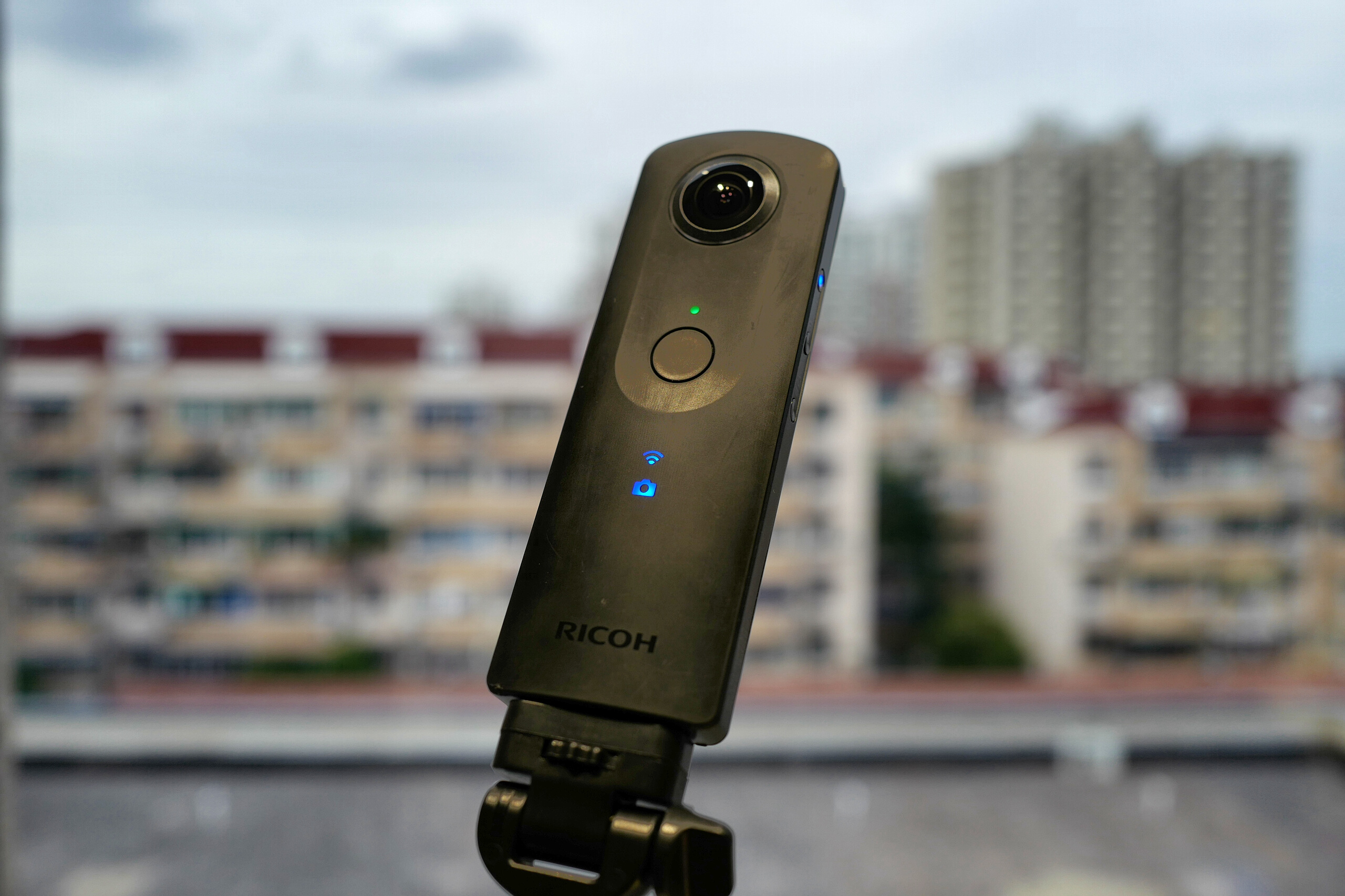

## 相关条目

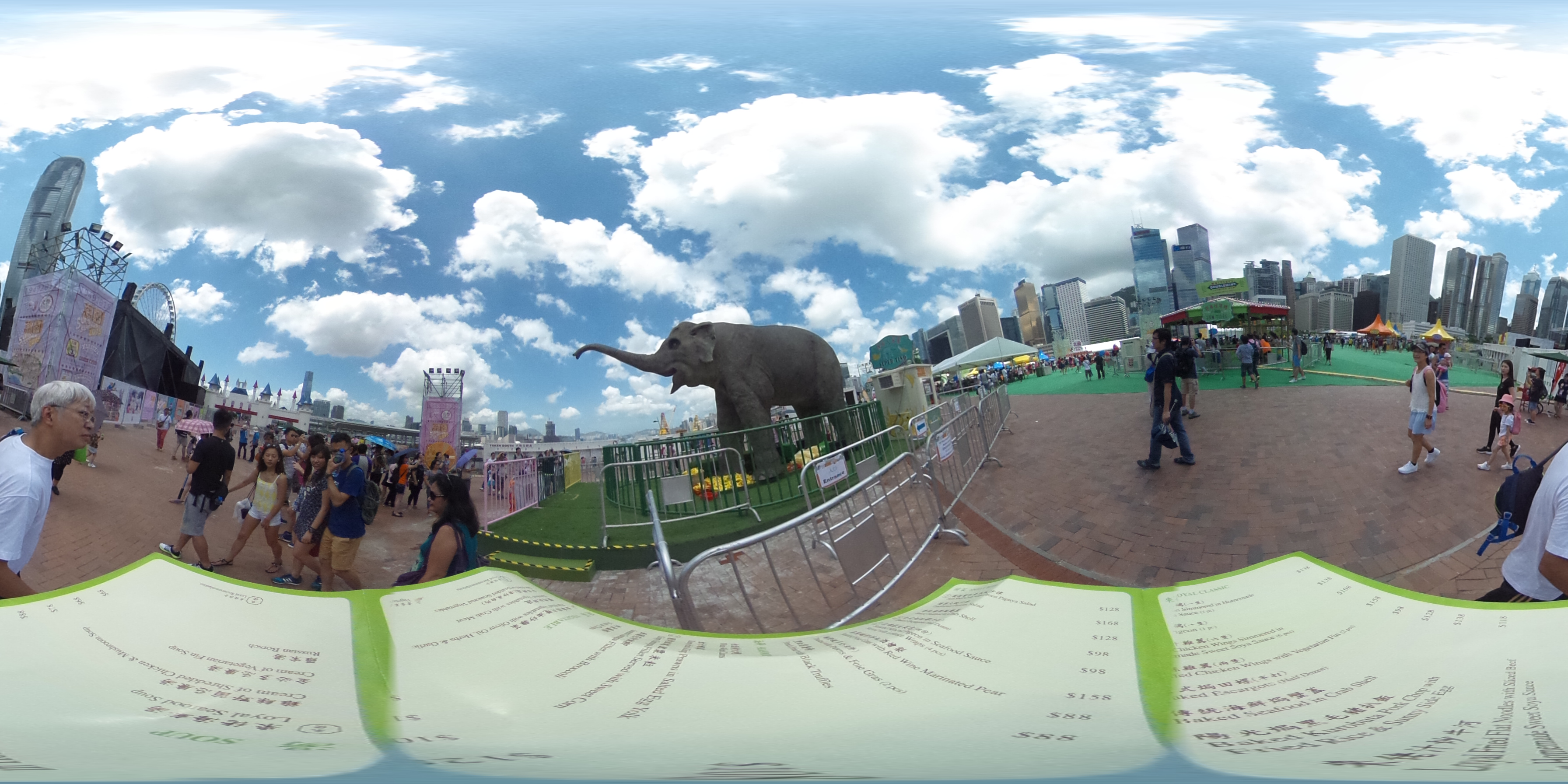
全景摄影